# Championnats du monde de triathlon longue distance 2005
Les Championnats du monde de triathlon longue distance 2005 présentent les résultats des championnats mondiaux longue distance de triathlon en 2005 organisés par la fédération internationale de triathlon.
Ces 12e championnats se sont déroulés à Fredericia au Danemark le 6 août 2005.

## Distances
| Distances course (kilomètres) | Distances course (kilomètres) | Distances course (kilomètres) |
| Natation                      | Vélo                          | Course à pied                 |
| ----------------------------- | ----------------------------- | ----------------------------- |
| 4                             | 120                           | 30                            |

## Résultats

### Homme
| Rang   | Athlète             | Pays     | Temps           |
| ------ | ------------------- | -------- | --------------- |
| Or     | Viktor Zyemtsev     | Ukraine  | 5 h 41 min 40 s |
| Argent | Marino Vanhoenacker | Belgique | 5 h 41 min 48 s |
| Bronze | Xavier Le Floch     | France   | 5 h 41 min 53 s |
| 4      | Jonas Colting       | Suède    | 5 h 43 min 17 s |
| 5      | Julien Loy          | France   | 5 h 43 min 35 s |
| 6      | Reinaldo Colucci    | Brésil   | 5 h 45 min 08 s |
| 7      | Gerrit Schellens    | Belgique | 5 h 46 min 22 s |
| 8      | François Chabaud    | France   | 5 h 48 min 25 s |
| 9      | Jasper Blake        | Canada   | 5 h 50 min 53 s |
| 10     | Marcel Zamora Pérez | Espagne  | 5 h 51 min 20 s |

### Femme
| Rang   | Athlète             | Pays        | Temps           |
| ------ | ------------------- | ----------- | --------------- |
| Or     | Kathleen Smet       | Belgique    | 6 h 19 min 08 s |
| Argent | Mirinda Carfrae     | Australie   | 6 h 27 min 11 s |
| Bronze | Tiina Boman         | Finlande    | 6 h 29 min 53 s |
| 4      | Yvonne van Vlerken  | Pays-Bas    | 6 h 32 min 46 s |
| 5      | Nikki Egyed         | Australie   | 6 h 34 min 01 s |
| 6      | Charlotte Kolters   | Danemark    | 6 h 35 min 27 s |
| 7      | Abigail Bayley      | Royaume-Uni | 6 h 37 min 21 s |
| 8      | Linda Gallov        | États-Unis  | 6 h 38 min 11 s |
| 9      | Tamara Kozulina     | Ukraine     | 6 h 39 min 55 s |
| 10     | Heleen bij de Vaate | Pays-Bas    | 6 h 41 min 27 s |

## Tableau des médailles
| Rang  | Nation    | Or | Argent | Bronze | Total |
| ----- | --------- | -- | ------ | ------ | ----- |
| 1     | Belgique  | 1  | 1      | 0      | 2     |
| 2     | Ukraine   | 1  | 0      | 0      | 1     |
| 3     | Australie | 0  | 1      | 0      | 1     |
| 4     | Finlande  | 0  | 0      | 1      | 1     |
| -     | France    | 0  | 0      | 1      | 1     |
| Total | Total     | 2  | 2      | 2      | 6     |